# Поніква (Мазовецьке воєводство)
Поніква (пол. Ponikwa) — село в Польщі, у гміні Ґарбатка-Летнисько Козеницького повіту Мазовецького воєводства.
Населення — 323 особи (2011).
У 1975-1998 роках село належало до Радомського воєводства.

## Демографія
Демографічна структура станом на 31 березня 2011 року:
|          | Загалом | Допрацездатний вік | Працездатний вік | Постпрацездатний вік |
| -------- | ------- | ------------------ | ---------------- | -------------------- |
| Чоловіки | 169     | 24                 | 131              | 14                   |
| Жінки    | 154     | 33                 | 97               | 24                   |
| Разом    | 323     | 57                 | 228              | 38                   |